# باتريشيا سامرست
باتريشيا سامرست (بالإنجليزية: Patricia Summersett)‏ (من مواليد 15 مارس 1983 في ماركيت، الولايات المتحدة) هي ممثلة كندية.

## روابط خارجية
- باتريشيا سامرست على موقع IMDb (الإنجليزية)
- باتريشيا سامرست على موقع قاعدة بيانات الفيلم (الإنجليزية)